# Лестница Хайку
Лестница Хайку (Haiku Stairs) или лестница в небеса — пешеходный маршрут, проходящий по горной местности острова Оаху на Гавайях.
Установлена в 1942 году для прокладки кабеля к базе военно-морских сил США, первоначально была из дерева. В 1950 году лестница была заменена на металлическую. 3922 ступеньки поднимаются на высоту 850 метров над уровнем моря.
В 2003 году был произведен капитальный ремонт, на который было потрачено 875 000 долл.
В 2020 году Совет по водоснабжению опубликовал заключительное заявление о воздействии на окружающую среду лестницы Хайку, оценив затраты на её демонтаж в 1 миллион долларов. 27 апреля 2020 года Совет единогласно проголосовал за передачу лестницы городу, который получил её 1 июля 2020 года. В сентябре 2021 года городской совет единогласно принял резолюцию о сносе лестницы, а в апреле 2024 года был объявлен контракт с Nakoa Companies на демонтаж стоимостью почти 2,6 миллиона долларов, несмотря на возражения группы "Друзья лестницы Хаику". 